# Lionel Emmett
Lionel Charles Renwick Emmett (Achalpur, 8 gennaio 1913 – Colchester, 9 agosto 1996) è stato un hockeista su prato indiano.

## Palmarès

### Olimpiadi
- Oro a Berlino 1936 nell'hockey su prato.